# Michelle Gisin
Michelle Gisin (Samedan, 5 december 1993) is een Zwitserse alpineskiester. Ze vertegenwoordigde haar vaderland op de Olympische Winterspelen 2014 in Sotsji en op de Olympische Winterspelen 2018 in Pyeongchang. Gisin is de jongere zus van alpineskiërs Dominique en Marc Gisin.

## Carrière
Gisin maakte haar wereldbekerdebuut in december 2012 in Semmering. In januari 2013 scoorde ze met een negende plaats in Flachau haar eerste wereldbekerpunten. Op de wereldkampioenschappen alpineskiën 2013 in Schladming eindigde de Zwitserse als 26e op de slalom, in de landenwedstrijd eindigde ze samen met Wendy Holdener, Rahel Kopp, Gino Caviezel, Reto Schmidiger en Markus Vogel op de negende plaats. Tijdens de Olympische Winterspelen van 2014 eindigde Gisin als 28e op de slalom.
In Beaver Creek nam ze deel aan de wereldkampioenschappen alpineskiën 2015. Op dit toernooi eindigde ze als 32e op de reuzenslalom, op de slalom viel ze uit in de tweede manche. Samen met Charlotte Chable, Wendy Holdener, Gino Caviezel, Justin Murisier en Elia Zurbriggen eindigde ze als vierde in de landenwedstrijd. In december 2016 stond Gisin in Val-d'Isère voor de eerste maal in haar carrière op het podium van een wereldbekerwedstrijd. Op de wereldkampioenschappen alpineskiën 2017 in Sankt Moritz veroverde de Zwitserse de zilveren medaille op de alpine combinatie, daarnaast eindigde ze als achtste op de afdaling en als 21e op de slalom. Tijdens de Olympische Winterspelen van 2018 in Pyeongchang werd ze olympisch kampioene op de alpine combinatie. Daarnaast eindigde ze als achtste op de afdaling, als negende op de Super G en als zestiende op de slalom.
Op 29 december 2020 boekte Gisin in Semmering haar eerste wereldbekerzege.

## Resultaten

### Olympische Winterspelen
| Jaar | Plaats      | Resultaten                                                 |
| ---- | ----------- | ---------------------------------------------------------- |
| 2014 | Sotsji      | 28e Slalom                                                 |
| 2018 | Pyeongchang | Alpine combinatie · 8e Afdaling · 9e Super G · 16e Slalom  |
| 2022 | Peking      | Alpine combinatie · Super G · 6e Slalom · 10e Reuzenslalom |

### Wereldkampioenschappen
| Jaar | Plaats             | Resultaten                                                                    |
| ---- | ------------------ | ----------------------------------------------------------------------------- |
| 2013 | Schladming         | 26e Slalom 9e Landenwedstrijd                                                 |
| 2015 | Beaver Creek       | DNF Slalom 32e Reuzenslalom 4e Landenwedstrijd                                |
| 2017 | Sankt Moritz       | Alpine combinatie · 8e Afdaling · 21e Slalom                                  |
| 2021 | Cortina d'Ampezzo  | Alpine combinatie · 5e Afdaling · 8e Super G · 11e Reuzenslalom · DNF1 Slalom |
| 2023 | Courchevel-Méribel | 6e Alpine combinatie 10e Super G 28e Reuzenslalom DNS2 Slalom                 |
| 2025 | Saalbach           | 17e Super G 26e Reuzenslalom                                                  |

### Wereldbeker
Eindklasseringen
| Seizoen   | Algm  | AD  | SL  | RS  | SG  | SC     |
| --------- | ----- | --- | --- | --- | --- | ------ |
| 2012/2013 | 79e   | –   | 35e | –   | –   | –      |
| 2013/2014 | 82e   | –   | 31e | –   | –   | –      |
| 2014/2015 | 45e   | –   | 18e | 38e | –   | –      |
| 2015/2016 | 44e   | –   | 14e | –   | –   | 21e    |
| 2016/2017 | 27e   | 28e | 16e | –   | 41e | 5e     |
| 2017/2018 | 7e    | 6e  | 13e | 50e | 4e  | Zilver |
| 2018/2019 | 16e   | 9e  | 14e | 37e | 24e | –      |
| 2019/2020 | 8e    | 24e | 8e  | 11e | 17e | 8e     |
| 2020/2021 | Brons | 15e | 4e  | 4e  | 13e |        |
| 2021/2022 | 5e    | 16e | 7e  | 8e  | 12e |        |
| 2022/2023 | 13e   | 19e | 18e | 28e | 9e  |        |
| 2023/2024 | 8e    | 21e | 4e  | 25e | 14e |        |
| 2024/2025 | 40e   | 22e | 36e | 40e | 22e |        |

Wereldbekerzeges
| Datum            | Plaats       | Onderdeel     |
| ---------------- | ------------ | ------------- |
| 18 maart 2016    | Sankt Moritz | Team parallel |
| 29 december 2020 | Semmering    | Slalom        |